# Cerkiew Zaśnięcia Najświętszej Maryi Panny w Bliziance
Cerkiew Zaśnięcia Najświętszej Maryi Panny w Bliziance – drewniana dawna parafialna cerkiew greckokatolicka, znajdująca się w Bliziance.

## Historia
Cerkiew została zbudowana w 1865, w miejscu starszej drewnianej cerkwi z 1630. Przebudowana znacznie w latach 1927-1932, po pożarze z 1925, który strawił część konstrukcji. Parafia należała do greckokatolickiego dekanatu dukielskiego, a po 1842 do dekanatu krośnieńskiego. W latach 1896–1926 administratorem parafii był ks. Jarosław Mironowicz, a w latach 1936-1944 - ks. Eugeniusz Uscki. 
Na południowy wschód od cerkwi powstał cmentarz. W drugiej połowie XIX wieku wybudowano na nim dzwonnicę z kamienia łamanego z blaszanym daszkiem, jednak nie zachowała się ona do czasów współczesnych.
W okresie dwudziestolecia międzywojennego majątek cerkiewny liczył 15,56 hektarów pól, 1,13 hektara łąk, 1,73 hektara pastwiska i 0,16 hektara lasów, rozmieszczony on był w Bliziance oraz w sąsiedniej Gwoździance.
Od 1947 do czasu wzniesienia we wsi nowego kościoła w 1984, użytkowana przez parafię Podwyższenia Krzyża Świętego w Bliziance.

## Architektura i wyposażenie
Cerkiew w Bliziance jest świątynią orientowaną, o konstrukcji zrębowej, jednoprzestrzenną, w całości pokrytą gontem. Nad świątynią wznosi się jednokalenicowy dach z wieżyczką.
Ściany świątyni we wnętrzu ozdabia polichromia figuralna wykonana w 1960. Z historycznego wyposażenia zachowały się organy, konfesjonały, ławki, oraz ikona Trójcy Świętej.

## Zasięg parafii
W 1926 roku do parafii greckokatolickiej należały miejscowości: Baryczka, Blizianka, Gwoździanka, Gwoźnica Górna, Jawornik, Lecka, Małówka, Niebylec, Połomia, Sołonka, Żarnowa. W Gwoździance znajdowała się filialna Cerkiew Świętych Kosmy i Damiana w Gwoździance.

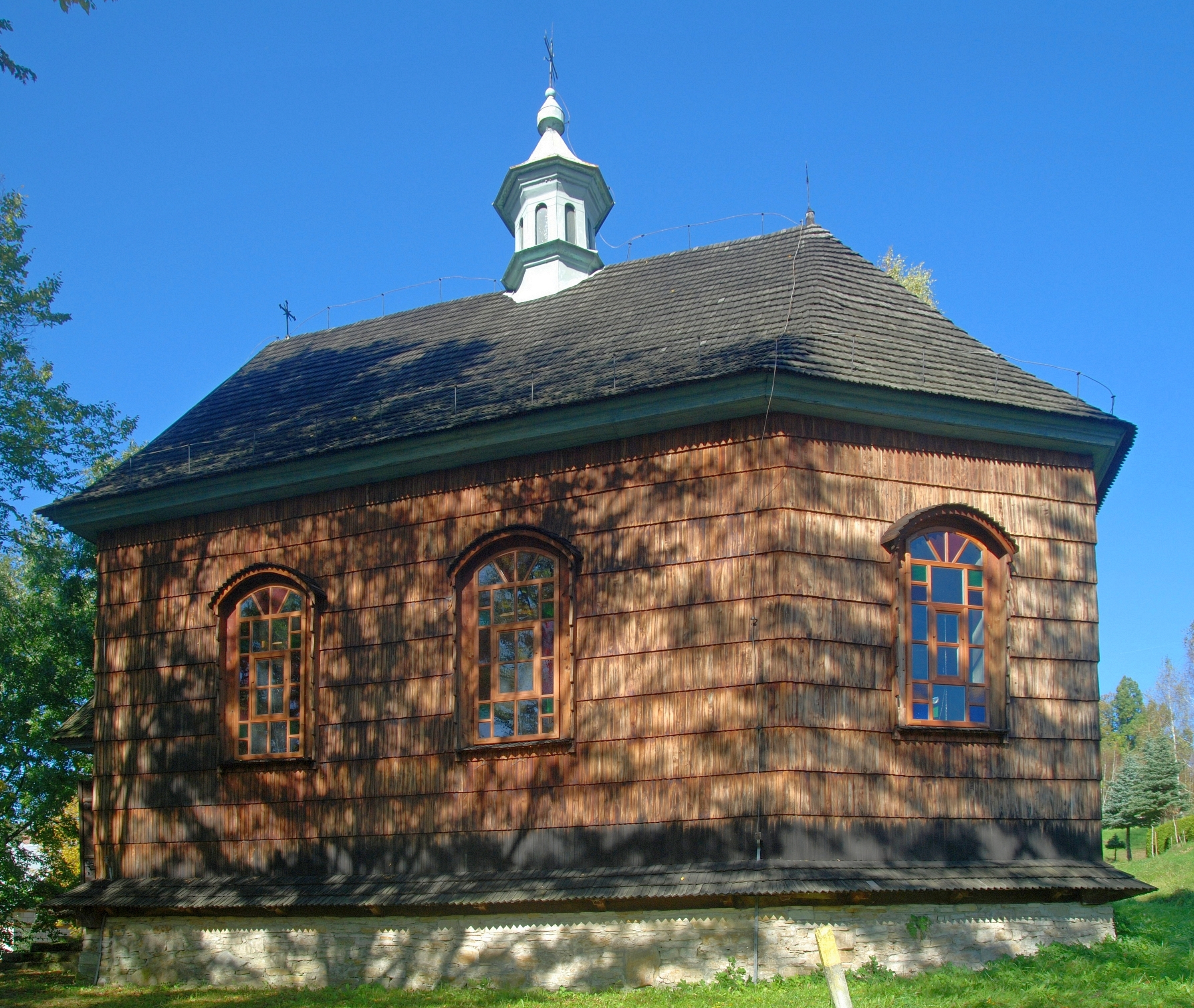
Elewacja boczna
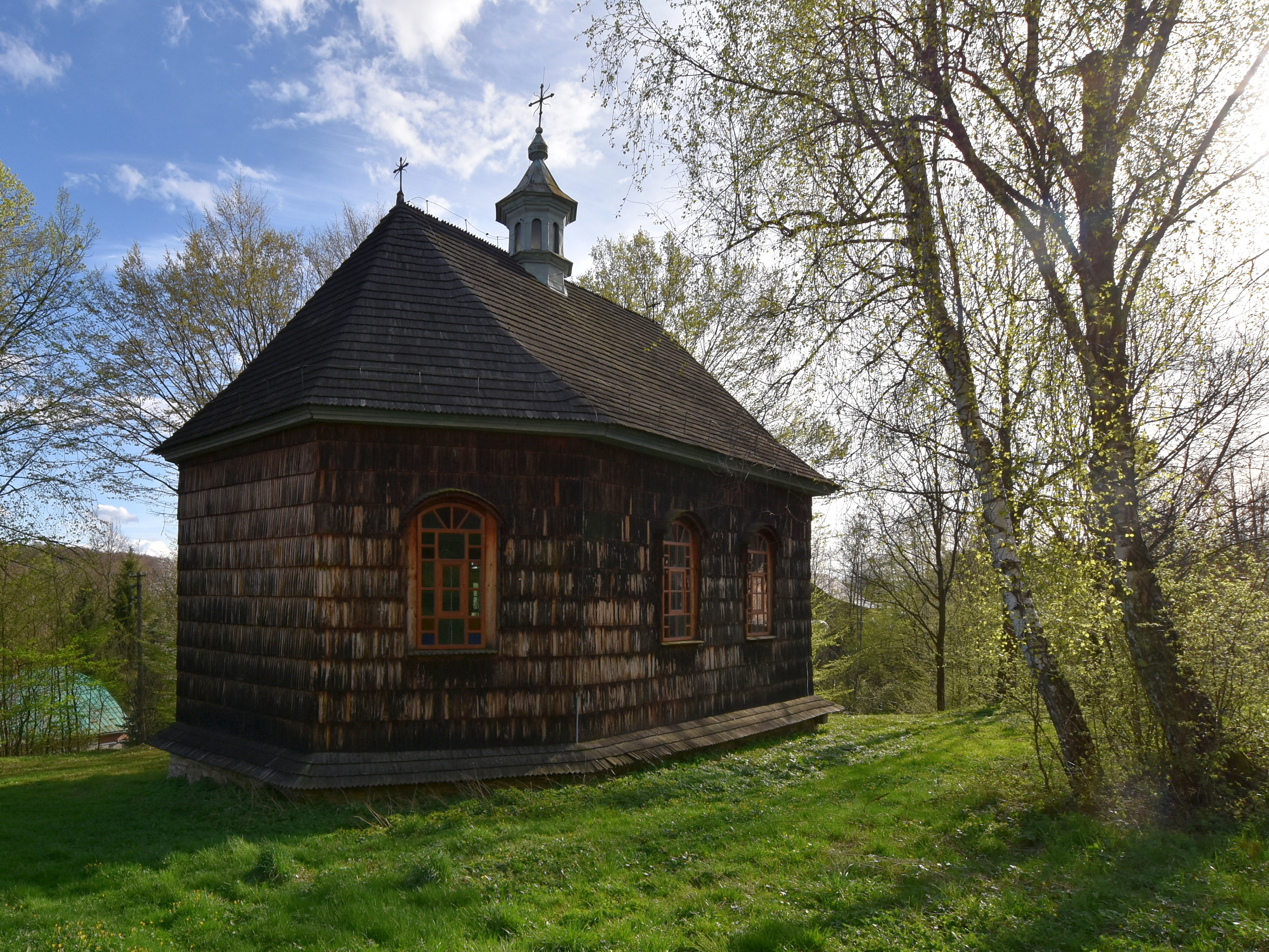
Widok od strony prezbiterium
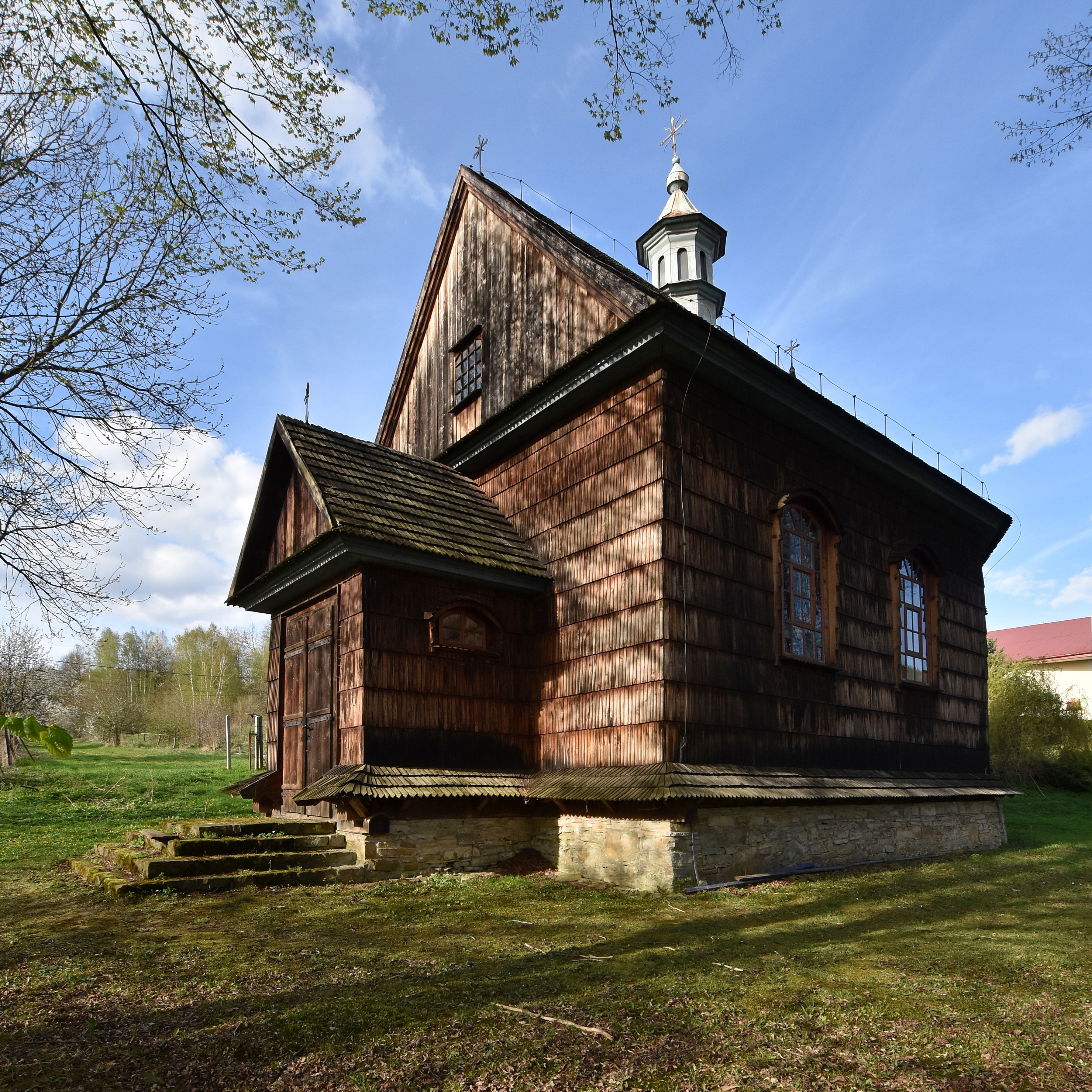
Elewacja boczna